# Data Relationship Management
Data Relationship Management (DRM) gehört zum Stammdatenmanagement und unterstützt Anwender bei der aktiven Verwaltung von komplexen Betriebs- und Stammdaten. Zu den Stammdaten gehören alle Grunddaten, die im betrieblichen Umfeld über einen gewissen Zeitraum nicht verändert werden (z. B. Artikel-Stammdaten, Kunden-Stammdaten, Lieferanten-Stammdaten).
Organisationen können Änderungen in ihren Abteilungsperspektiven vornehmen und gleichzeitig die Konformität mit Unternehmensstandards sicherstellen. Unabhängig davon, ob finanzielle oder analytische Informationen verarbeitet werden, liefert das Data Relationship Management zeitnahe, genaue und konsistente Daten, um die laufende operative Ausführung, Business Intelligence und das Leistungsmanagement voranzutreiben.

## Einsatz in Unternehmen
Insbesondere durch Data Relationship Management – die Extraktion versteckter Vorhersageinformationen aus großen Datenbanken – können Unternehmen wertvolle Potenziale identifizieren, zukünftiges Verhalten vorhersagen und Unternehmen in die Lage versetzen, aktive, wissensbasierte Entscheidungen zu treffen. Die automatisierten, zukunftsorientierten Analysen, die durch DRM ermöglicht werden, gehen über die Analysen vergangener Ereignisse hinaus, die typischerweise von historisch orientierten Werkzeugen wie Entscheidungsunterstützungssystemen bereitgestellt werden. DRM-Tools beantworten betriebliche Fragen, die in der Vergangenheit zu zeitaufwändig waren, um sie zu verfolgen. Doch gerade die Antworten auf diese Fragen machen Data Relationship Management erst möglich. Bei DRM-Software gibt es verschiedene Techniken, jede mit ihren eigenen Vorteilen und Herausforderungen für verschiedene Arten von Anwendungen.
Mit dem Wachstum und der Entwicklung von Unternehmen wird es immer wichtiger, Stammdaten über Informationssilos hinweg zu verwalten. Informationssilos entstehen beispielsweise durch Fusionen oder Übernahmen, die Auflösung oder Zusammenlegung von Abteilungen oder einfach durch ein mangelhaftes Datenmanagement. Datenkonsistenz, -integrität, -qualität und -genauigkeit leiden darunter, und niemand traut den daraus resultierenden Informationen und Erkenntnissen. Daher bietet sich der Ansatz des Data Relationship Managements besonders in Unternehmen an, bei denen unterschiedliche Daten aus diversen Quellen erfasst werden und die in einer dynamischen, sich schnell ändernden Branche aktiv sind.

## Benutzerfreundliche Schnittstellen für Business und IT
DRM fungiert wie eine Plattform für die Verwaltung kritischer Unternehmensdaten, die normalerweise menschliches Urteilsvermögen erfordern. Diese Plattform spart Unternehmen Zeit und Ressourcen, um Unstimmigkeiten auszugleichen, indem manuelle, fehleranfällige und unkoordinierte Änderungsereignisse optimiert werden.
Mit DRM können IT-Administratoren auch die Datenintegrität und -sicherheit gewährleisten, indem sie die Datenverwaltungsprozesse mit den Unternehmensrichtlinien in Einklang bringen. Die IT kann Geschäftsregeln kodifizieren und Validierungen konfigurieren, um sicherzustellen, dass Benutzer die Integrität von Unternehmensstammdaten nicht gefährden, wenn sie die für ihre Abteilung relevanten Daten vergleichen, exportieren oder modifizieren.

## Hierarchie-Management zur Verwaltung der Komplexität
Ein funktionierendes DRM zeichnet sich auch dadurch aus, dass neben der Attributverwaltung auch die Hierarchien automatisch verwaltet werden. Insbesondere umfasst es die Pflege der Drag & Drop-Hierarchie, um den Prozess der Aktualisierung von Hierarchieelementen zu optimieren. Darüber hinaus ermöglicht es den direkten Vergleich und die Navigation über funktionale Perspektiven hinweg, damit Benutzer Daten anzeigen und Inkonsistenzen zwischen Ansichten erkennen können. Ganze Datenknoten können kopiert und über mehrere Versionen hinweg verwendet werden, um die Referenzgenauigkeit aufrechtzuerhalten. Die referenzielle Integrität wird in das Produkt integriert, indem Geschäftsregeln durchgesetzt werden, die beispielsweise sicherstellen, dass ein übergeordneter Datensatz in alternativen Hierarchien immer mit denselben untergeordneten Datensätzen verknüpft ist und dass Änderungen für untergeordnete Datensätze automatisch synchronisiert werden.
Intra- und crossdimensionale Hierarchieunterstützung bietet die Flexibilität, Strukturen vieler Arten zu verwalten, um den Anforderungen des Unternehmens zu entsprechen. Durch die Unterstützung ausgewogener und unregelmäßiger hierarchischer Strukturen können Benutzer Hierarchien verwalten, unabhängig davon, wie die Daten in einem bestimmten Zielsystem gespeichert oder dargestellt werden müssen.

## Importieren, Mischen und Exportieren, um Stammdaten zu synchronisieren
Systeme, die ein Data Relationship Management ermöglichen, verfügen charakteristischerweise über umfassende Import-, Misch- und Exportfunktionen, mit denen Änderungen entweder im Aufzeichnungssystem oder in Peripheriesystemen vorgenommen werden können. Die Importfunktion ermöglicht das Massenladen ganzer hierarchischer Strukturen und ihrer Attribute aus Quellsystemen, wodurch ein Importprofil erstellt wird, das basierend auf den Spezifikationen und dem Format des Quellsystems konfiguriert werden kann. Mit Hilfe einer Mischfunktion können Benutzer Daten aus einer importierten Hierarchie selektiv in eine vorhandene Hierarchie zusammenführen oder die entsprechenden Daten über eine Reihe vorhandener Hierarchien hinweg mischen. Die genauen Spezifikationen einer Software variieren selbstverständlich.
Sobald ein Aufzeichnungssystem eingerichtet wurde, können Benutzer Daten mithilfe von Assistenten exportieren, die entsprechend den Anforderungen des Zielsystems konfiguriert werden können. Es ist möglich, eine Exportfunktion zu konfigurieren, um Hierarchien zu filtern, zu vergleichen, zu transformieren, auszugleichen und Doppelarbeit zu vermeiden.

## Versionierung und Was-wäre-wenn-Modellierungen
Data Relationship Management spielt eine wichtige Rolle bei der Migration auf oder Einführung neuer Systeme aufgrund organisatorischer Änderungen wie der Übernahme eines neuen Geschäftsbereichs, der Reorganisation eines regionalen Vertriebsteams oder der Abstimmung von Planungs- und Produktionssystemen. Die Stammdatenversionierungs- und Modellierungsfunktionen von DRM-Software unterscheiden sich von anderen Lösungen und ermöglichen es Unternehmen, Was-wäre-wenn-Szenarien und Auswirkungsanalysen durchzuführen, um die Auswirkungen solcher Änderungen zu bestimmen, bevor sie Auswirkungen auf Produktionssysteme haben. Hierarchien können versioniert und zu Archivierungszwecken in externen Dateien gespeichert oder zum Übertragen und Freigeben von Hierarchieelementen verwendet werden.

## Audits mit DRM
Änderungen an Stammdaten über manuelle Prozesse wie Tabellenkalkulationen, Telefonanrufe und E-Mails sind zeitaufwändig und fehleranfällig. Um die Anforderungen der Prüfer zu erfüllen, müssen Unternehmen die Dokumentation pflegen und manuell einen vollständigen Prüfpfad für solche Änderungen erstellen, wodurch häufig Compliance- und Risikomanagementinitiativen beeinträchtigt werden. Data Relationship Management bietet ein Framework für die Abfrage, den Vergleich und die vollständige Protokollierung von Hierarchieverwaltungsaktivitäten, einschließlich eines detaillierten Transaktionsverlaufs zur vollständigen Einhaltung diverser Auditanforderungen. Darüber hinaus kann die Standardeinstellung verwendet werden, um einen Rollback auf einen bestimmten Zeitpunkt durchzuführen und einen Einblick zu geben, wie die Stammdaten zu diesem Zeitpunkt ausgesehen haben.

## Sicherheitsmodelle im DRM
Charakteristisch für das DRM ist ebenfalls, dass Administratoren ein genaues Sicherheitsmodell nutzen können, das nicht nur die Dimensionen und Hierarchien steuert, auf die Benutzer Zugriff haben, sondern auch Unterschiede beim Zugriff basierend auf der Version zulässt, in der sich die Daten befinden. Das Sicherheitsmodell ermöglicht Anpassungen der Funktionen und Aktionen, die Benutzer für die Hierarchien ausführen können, auf die sie Zugriff haben.
Manche Data Relationship Management-Anbieter ermöglichen es außerdem, dass Unternehmen wichtige Unternehmensstammdaten allen Geschäftsinteressenten zur Verfügung stellen können, indem sie öffentliche Ansichten erstellen, auf die anonym zugegriffen werden kann. Gelegenheitsbenutzer können veröffentlichte Daten referenzieren und herunterladen und über eine browserbasierte schreibgeschützte Oberfläche ein tieferes Verständnis der Dimensionen und Attribute erlangen.

## Human Workflow zur Förderung der Governance durch Zusammenarbeit
Data Relationship Governance bietet einen konfigurationsbasierten Ansatz für die Bereitstellung kollaborativer Workflows zur Automatisierung von Änderungsmanagement- und Datenkorrekturprozessen. Benutzer von Front-Line-Unternehmen können Änderungsanforderungs-Genehmigungsworkflows zur Bereicherung an Fachexperten und Branchengenehmiger zur Autorisierung senden, bevor sie Änderungen an Produktionsversionen von Stammdaten vornehmen. In ähnlicher Weise können Datenverwalter Mitgliedern ihrer Arbeitsgruppe Aufgaben zuweisen, um Hierarchieänderungen zu synchronisieren, Stammdatenattribute zu korrigieren, zu vervollständigen oder anzureichern, um die Konsistenz, Qualität und Korrektheit des gesamten Stammdatenrepositorys zu erhöhen.